# Euscelis punctinervis
Euscelis punctinervis är en insektsart som beskrevs av Haupt 1924. Euscelis punctinervis ingår i släktet Euscelis och familjen dvärgstritar. Inga underarter finns listade i Catalogue of Life.